# Liste der Biografien/Klec
Liste der Biografien |
Portal Biografien |
Personensuche
# |
A |
B |
C |
D |
E |
F |
G |
H |
I |
J |
K |
L |
M |
N |
O |
P |
Q |
R |
S |
T |
U |
V |
W |
X |
Y |
Z |
?
 
Ka |
Kb |
Kc |
Kd |
Ke |
Kf |
Kg |
Kh |
Ki |
Kj |
Kl |
Km |
Kn |
Ko |
Kp |
Kr |
Ks |
Kt |
Ku |
Kv |
Kw |
Ky |
Kx |
Kz
 
Kla |
Kld |
Kle |
Kli |
Klj |
Klo |
Klu |
Kly
 
Klea |
Kleb |
Klec |
Kled |
Klee |
Klef |
Kleg |
Kleh |
Klei |
Klej |
Klek |
Klem |
Klen |
Kleo |
Klep |
Kler |
Kles |
Klet |
Kleu |
Klev |
Klew |
Kley |
Klez
Die Liste der Biografien führt alle Personen auf, die in der deutschsprachigen Wikipedia einen Artikel haben. Dieses ist eine Teilliste mit 22 Einträgen von Personen, deren Namen mit den Buchstaben „Klec“ beginnt.

## Klec
- Klec, Dave, US-amerikanischer Schauspieler und Synchronsprecher
- Klec, Ivo (* 1980), slowakischer Tennisspieler

### Kleca
- Klecatsky, Hans (1920–2015), österreichischer Rechtswissenschaftler und Justizminister

### Klech
- Klech, Igor Jurjewitsch (* 1952), russischer Prosaist, Publizist und Essayist
- Klecha, August (1890–1963), Politiker (NSDAP) und Landtagsabgeordneter
- Klecha, Stephan (* 1978), deutscher Sozialwissenschaftler
- Klechová, Veronika (* 1989), slowakische Fußballspielerin

### Kleck
- Klecker, Denise (* 1972), deutsche Hockeyspielerin
- Klecker, Dennis (* 1990), deutscher Politiker (AfD), MdL
- Klecker, Elisabeth (* 1960), österreichische Klassische Philologin, neulateinische Philologin und Hochschullehrerin
- Klecker, Hans (* 1948), deutscher Oberlausitzer Mundartdichter, -forscher, -unterhalter und Brauchtumskenner
- Klecker, Joe (* 1996), US-amerikanischer Langstreckenläufer
- Klecker, Trude (* 1926), österreichische Skirennläuferin
- Kleckers, Edi (1908–1985), deutscher Kanute
- Kleckers, Lukas (* 1996), deutscher SnookerspielerLukas Kleckers (* 1996)

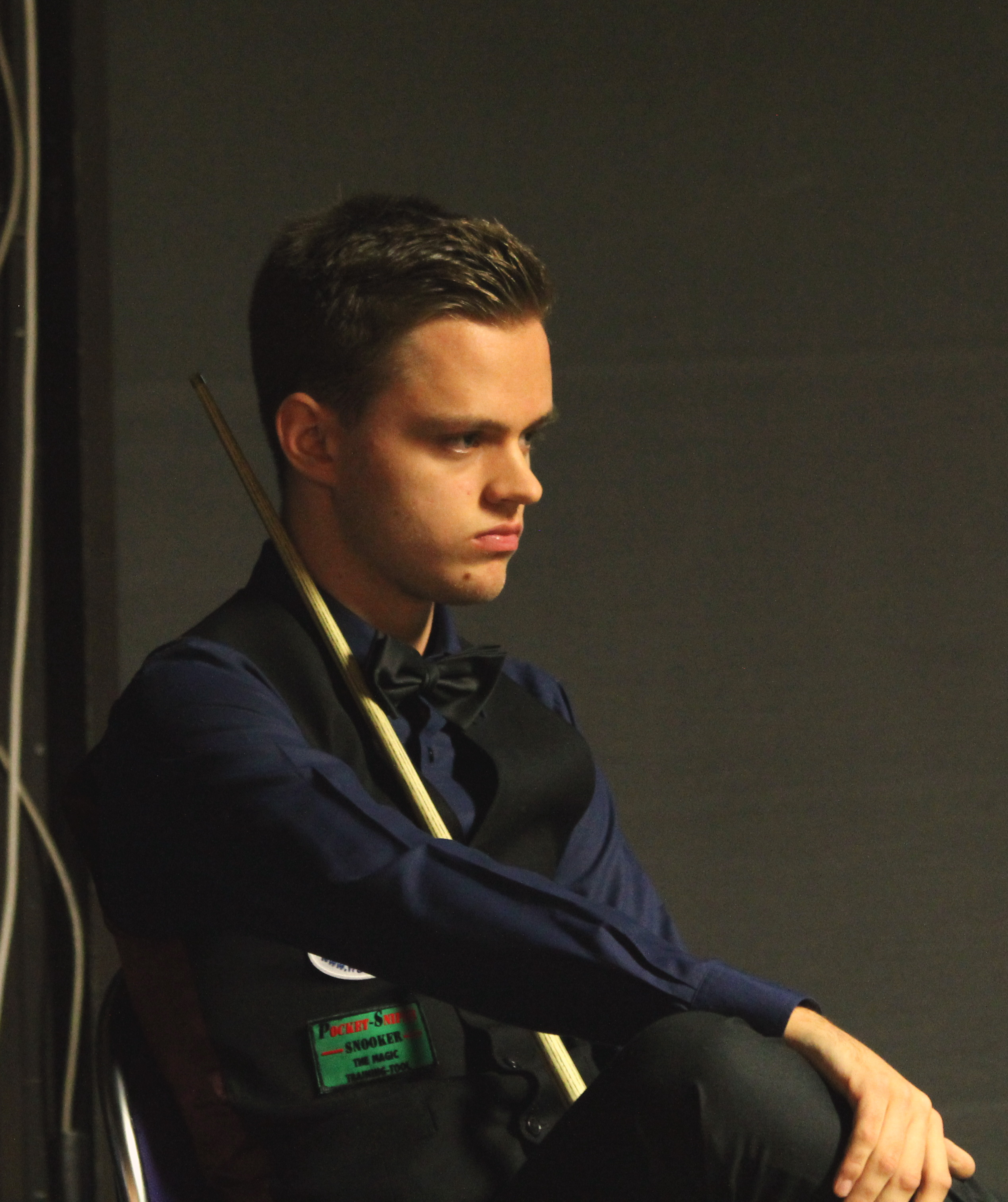
Lukas Kleckers (* 1996)

- Kleckner, Nancy (* 1947), US-amerikanische Genetikerin und Molekularbiologin
- Kleckner, Sándor (1885–1963), ungarischer Ruderer

### Klecz
- Kleczek, Josip (1923–2014), tschechischer Sonnenphysiker, Astronom und Autor
- Kleczewska, Maja (* 1973), polnische Theaterregisseurin
- Kleczka, Jerry (1943–2017), US-amerikanischer Politiker
- Kleczka, John C. (1885–1959), US-amerikanischer Politiker
- Kleczyński, Jan (1837–1895), polnischer Pianist, Komponist, Musikkritiker und Musikpädagoge